# The Fine Art of Surfacing
The Fine Art of Surfacing és el tercer àlbum d'estudi del grup irlandès The Boomtown Rats.
Va ser produït per Robert John "Mutt" Lange i publicat per Mercury el 1979. Es va gravar en
els estudis de "Phonogram" i es tracta de l'àlbum més reeixit comercialment de The Boomtown Rats a causa de 
singles com "Diamond Smiles", "Nothing Happened Today" i, sobretot, "I Don't Like Mondays". A més,
va ser l'últim àlbum del grup produït per Robert John "Mutt" Lange. El disseny de tapa i artístic
van ser realitzats per Lorne Miller i les fotografies van ser preses per Fin Costello.The Fine Art of Surfacing va arribar al lloc 103 en la llista dels 200 millors àlbums de Billboard
als Estats Units el 1980. El 2005, Mercury va reeditar The Fine Art of Surfacing incloent cinc pistes addicionals, com cares B de singles, una versió en viu de "Nothing Happened Today" i un tema descartat de les sessions
d'enregistrament titulat "Episode 3".

## Cançons
1. "Someone's Looking at You" (Bob Geldof) - 4:22
2. "Diamond Smiles" (Bob Geldof) - 3:49
3. "Wind Chill Factor (Minus Zero)" (Bob Geldof) - 4:35
4. "Having My Picture Taken" (Bob Geldof/Pete Briquette) - 3:18
5. "Sleep (Fingers Lullaby)" (Johnnie Fingers) - 5:30
6. "I Don't Like Mondays" (Bob Geldof) - 4:16
7. "Nothing Happened Today" (Bob Geldof) - 3:18
8. "Keep It Up" (Bob Geldof/Gerry Cott) - 3:39
9. "Nice N' Neat" (Bob Geldof) - 2:50
10. "When The Night Comes" (Bob Geldof) - 5:00

## Personal
- Bob Geldof = Veus.
- Pete Briquette = Baix.
- Johnnie Fingers = Teclats.
- Gerry Cott = Guitarres.
- Garry Roberts = Guitarres.
- Simon Crowe = Bateria i percussió.
- Robert John "Mutt" Lange = Productor i enginyer d'enregistrament.
- Fiachra Trench = Arranjaments de sessió de cordes a "I Don't Like Mondays".